# Rhys Webb
Rhys Webb (Bridgend, 9 de diciembre de 1988) es un jugador británico de rugby que se desempeña como medio scrum. Norlmamente es un jugador titular de los Dragones rojos.

## Selección nacional
Fue convocado a su seleccionado por primera vez en marzo de 2012 para enfrentar a la Azzurri. Lleva jugando 28 partidos hasta la actualidad y ha marcado ocho tries para un total de 40 puntos.

## Leones Británicos
Webb fue seleccionado a los British and Irish Lions en 2017 para participar de la actual Gira a Nueva Zelanda. En esta por el momento jugó el primero de los test matches contra los All Blacks y marcó un try.

## Palmarés y distinciones notables
- Campeón del Torneo de las Seis Naciones de 2012.
- Campeón del Pro 12 Rugby de 2009–10 y 2011–12.
- Campeón de la Anglo-Welsh Cup de 2008.
- Seleccionado por los British and Irish Lions para la gira de 2017 en Nueva Zelanda[2]